# جاك كولمان (كاتب)
جاك كولمان (بالإنجليزية: Jack Colman)‏ هو كاتب بريطاني، ولد في 1987 في North York Moors ‏ في المملكة المتحدة.